# 300 (film)
300 is een Amerikaanse film uit 2006 onder regie van Zack Snyder. De film is gebaseerd op een strip van Frank Miller en Lynn Varley. Die strip is op zijn beurt gebaseerd op de film The 300 Spartans uit 1962.
Snyders 300 won negen filmprijzen, waaronder Saturn Awards voor beste regisseur en beste actiefilm, een Satellite Award voor beste visuele effecten en een Taurus World Stunt Award in de categorie 'beste gevecht' voor een massale veldslag tussen de Spartanen en de Perzen.

## Verhaal
De film gaat over de slag bij Thermopylae, waarin de koning van Sparta, Leonidas I, samen met 300 Spartanen vocht tot de laatste man tegen de koning van Perzië, Xerxes I en zijn gigantische leger. De slag bij Thermopylae is de geschiedenis ingegaan als het onmogelijke gevecht. Het gigantische leger van Xerxes werd voor een groot deel verslagen door slechts een driehonderdtal Spartanen, die uiteindelijk op twee na allemaal stierven.

## Productie
De film is vrijwel beeld voor beeld afgeleid van het stripverhaal van Frank Miller. De manschappen die te zien zijn in de film zijn grotendeels gemaakt met de computer (dit heet CGI). Tijdens de postproductie zijn daarnaast de kleuren en het ruisniveau van de film wat aangepast, waardoor de film een wat rauwere uitstraling heeft.
Het grootste gedeelte van wat men ziet in de film is sowieso niet echt. Slechts 10% van het decor is daadwerkelijk gebouwd, de rest is computeranimatie. Ook is er een bepaald decor wel in acht verschillende scènes gebruikt, omdat het zo divers was dat het er steeds anders uitzag vanuit een andere positie.

## Rolverdeling
| Acteur             | Personage          |
| ------------------ | ------------------ |
| Gerard Butler      | Leonidas I         |
| Lena Headey        | Koningin Gorgo     |
| David Wenham       | Dilios / verteller |
| Dominic West       | Theron             |
| Rodrigo Santoro    | Xerxes I           |
| Giovanni Cimmino   | Pleistarchus       |
| Vincent Regan      | Kapitein Artemis   |
| Michael Fassbender | Stelios            |
| Tom Wisdom         | Astinos            |
| Andrew Pleavin     | Daxos              |
| Dylan Smith        | Sentry             |
| Andrew Tiernan     | Ephialtes          |
| Stephen McHattie   | Loyalist           |
| Kelly Craig        | Pythia             |

## Historische correctheid
De vechtstijlen en formaties (voornamelijk de Griekse gevechtsformatie Falanx) zijn aangepast om ze beter geschikt te maken voor het witte doek en om een breder publiek te bereiken. De film is gebaseerd op een stripverhaal waardoor de historische nauwkeurigheid niet geheel overeenkomt met geschiedenisboeken. De Spartanen stonden wel bekend om hun vechtkunst. De technieken die in de film werden toegepast zijn gebaseerd op Filipijnse vechtkunsten. Dit is onder andere terug te zien in de zwaardgevechten.
- In de film is Ephialtes een Spartaan die samen met zijn moeder en vader uit Sparta waren gevlucht omdat Ephialtes als gehandicapte werd aangezien; het is evenwel niet zeker dat hij gehandicapt was.
- Op de tweede dag in de film kwam er een neushoorn het slagveld op maar neushoorns kun je niet trainen voor strijdacties.
- Ook het Spartaanse uniform klopt niet.
- Leonidas toont misprijzen ten aanzien van Athene en de liefdesverhoudingen die daar plaatsvinden tussen mannen en jonge jongens. Dat terwijl in het Spartaanse leger het gebruikelijk was voor jonge soldaten om een homoseksuele band te hebben met oudere soldaten. Op deze manier werd broederschap versterkt.[4]

## Trivia
- De film 300 werd gepersifleerd in de aflevering 'D-Yikes!' van de Amerikaanse satirische animatieserie South Park. In deze aflevering neemt mrs. Garrison de rol van Leonidas waar, die met 30 lesbiennes (in plaats van 300 Spartanen) (niet Sparta maar Lesbos) de ingang van een lesbisch café barricadeert om de overname ervan door een Perzische mr. Xerxes te voorkomen.
- Meet the Spartans uit 2008 is een parodie op 300.
- In enkele vechtscènes zijn de zwaarden niet rood van het bloed. Dit komt doordat sommige vijanden digitaal zijn toegevoegd.
- Tijdens de film komt een boodschapper van de Perzen vertellen dat het gekkenwerk is om met 300 Spartanen tegen de Perzen te vechten. Koning Leonidas antwoordt hierop met: madness? This is Sparta! waarop hij vervolgens de boodschapper in een put trapt. Deze zin is een bekend fenomeen op internet geworden, met name door de muzikale remix die op deze zin gemaakt is.

## Vervolg
De sequel op 300 is 300: Rise of an Empire. Het is geen direct vervolg op het verhaal in 300, maar eerder een prequel. De slag bij Artemisium staat erin centraal.